# Naze Boku no Sekai o Dare mo Oboeteinai no ka?
Naze Boku no Sekai o Dare mo Oboeteinai no ka? (なぜ僕の世界を誰も覚えていないのか？ lit. ¿Por qué nadie me recuerda en este mundo??), también conocida como Why Does Nobody Remember Me in This World? en inglés, es una serie de novelas ligeras japonesas escritas por Kei Sazane con ilustraciones de Neco. Se publicó bajo el sello MF Bunko J de Media Factory desde julio de 2017 hasta agosto de 2020. Una adaptación de manga ilustrada por Arikan comenzó a serializarse en la revista de manga Monthly Comic Alive de Media Factory en febrero de 2018. Una adaptación de la serie al anime de Project No.9 se estrenó el 13 de julio de 2024. 

## Sinopsis
Han pasado 100 años desde que la Gran Guerra entre las cinco razas que luchaban por la supremacía en la Tierra terminó con la victoria de la humanidad liderada por el héroe Cid. Un día, Kai, que trabaja para la Agencia de Asilo Humano, es testigo de cómo el mundo se "sobrescribe" frente a sus ojos. El mundo reescrito fue uno en el que la humanidad perdió la Guerra de las Cinco Razas debido a la ausencia del héroe Cid.
En el mundo "sobrescrito" (historia alternativa), Kai se encuentra con su colega del mundo antes de ser "sobrescrito" (historia original), y allí descubre que se ha convertido en un ser olvidado por todos los humanos.
Kai conoce a la misteriosa chica Rinne en un "cementerio" que no puede existir en otra historia, y decide romper este destino reescrito, heredando la espada del héroe y las artes marciales en un mundo sin héroes, y desafiar a la poderosa raza enemiga que reina en el mundo.

## Personajes
Kai (カイ?)
 Seiyū: Shōya Chiba
Rinne (リンネ?)
 Seiyū: Kana Ichinose
Jeanne (ジャンヌ Jannu?)
 Seiyū: Haruka Shiraishi
Ashuran (アシュラン?)
 Seiyū: Sei'ichirō Yamashita
Saki (サキ?)
 Seiyū: Sayumi Suzushiro
Farin (花琳?)
 Seiyū: Lynn (actriz de voz)
Reiren (レーレーン Rērēn?)
 Seiyū: Hana Hishikawa

## Contenido de la obra

### Manga
Una adaptación de manga ilustrada por Arikan comenzó a serializarse en la revista de manga Monthly Comic Alive de Media Factory el 27 de febrero de 2018. Se ha recopilado en trece volúmenes hasta abril de 2025. La adaptación de manga se publica digitalmente en inglés en el sitio web BookWalker de Kadokawa.

#### Lista de volúmenes
| Volúmenes de manga publicados | Volúmenes de manga publicados | Volúmenes de manga publicados |
| Número                        | Fecha de lanzamiento          | ISBN                          |
| ----------------------------- | ----------------------------- | ----------------------------- |
| 1                             | 23 de junio de 2018           | ISBN 978-4-04-069991-2        |
| 2                             | 21 de noviembre de 2018       | ISBN 978-4-04-065324-2        |
| 3                             | 23 de mayo de 2019            | ISBN 978-4-04-065657-1        |
| 4                             | 22 de noviembre de 2019       | ISBN 978-4-04-064090-7        |
| 5                             | 23 de marzo de 2020           | ISBN 978-4-04-064527-8        |
| 6                             | 23 de octubre de 2020         | ISBN 978-4-04-064889-7        |
| 7                             | 23 de abril de 2021           | ISBN 978-4-04-680406-8        |
| 8                             | 21 de octubre de 2021         | ISBN 978-4-04-680797-7        |
| 9                             | 21 de febrero de 2023         | ISBN 978-4-04-681314-5        |
| 10                            | 22 de septiembre de 2023      | ISBN 978-4-04-682746-3        |
| 11                            | 23 de abril de 2024           | ISBN 978-4-04-683457-7        |
| 12                            | 21 de septiembre de 2024      | ISBN 978-4-04-684101-8        |
| 13                            | 23 de abril de 2025           | ISBN 978-4-04-684688-4        |

### Anime
El 23 de julio de 2023, durante el evento MF Bunko J Summer School Festival 2023, se anunció una adaptación de la serie de televisión de anime. Está producida por Project No.9 y dirigida por Tatsuma Minamikawa, con guiones escritos por Satoru Sugizawa y personajes diseñados por Hiromi Katō. Se estrenó el 13 de julio de 2024 en Tokyo MX y otras cadenas. El tema de apertura es «Sekai Rinne» (セカイ輪廻?), interpretado por Unlucky Morpheus, mientras que los múltiples temas de cierre son los siguientes: el primero es «Togirenaide» (とぎれないで?), interpretado por Susu, el segundo es «Ai, Amnesia» (アイ、アムネジア?), interpretado por Urbangarde, y el tercero es «Umbra», interpretado por Elfensjón. Crunchyroll obtuvo la licencia de la serie fuera de Asia.